# La recluta Benjamin
La recluta Benjamin (títol original: Private Benjamin) és una pel·lícula dirigida per Howard Zieff i protagonitzada per Goldie Hawn. La pel·lícula es va estrenar l’octubre del 1980 als Estats Units i va arribar a Catalunya el març de 1981. Va constituir un dels grans èxits d’aquell any, aconseguint uns guanys globals de 100 milions de dòlars. A més, fou nominada als premis Oscar en els apartats de millor actriu, millor actriu secundària i millor guió original. La pel·lícula va donar lloc a una sèrie de televisió amb el mateix títol que s'emeté per primer cop entre 1981 i 1983.

## Argument
Judy Benjamin és una dona de 28 anys jueva i adinerada que ha tingut tota la vida el somni de casar-se amb un home de professió liberal. Es casa amb Yale Goodman però durant la nit de noces el seu marit es mor. En estat de xoc es deixa convèncer per un reclutador de l'exèrcit dels Estats Units, SFC James Ballard, que la vida militar li proporcionarà la "família" que està buscant. Judy decideix enrolar-se i es presenta al centre d’entrenament de Fort Biloxi. Allà, en veure les condicions del campament vol renunciar però descobreix que, en contra del que li havien dit, no ho pot fer. Les normes de l'exèrcit i la contínua desaprovació tant de la capità Doreen Lewis com del sergent d’instrucció L. C. Ross frustren Judy, però el dia que els seus pares es presenten al Fort per dur-la a casa, decideix quedar-se i acabar l'entrenament bàsic. Durant unes maniobres el seu equip descobreix que una membre del seu grup d'entrenament i un oficial de la companyia rival tenen una aventura (amb qui Lewis també tenia una aventura) i prenen com a ostatges els líders d'ambdós bàndols. Gràcies a això Judy aconsegueix graduar-se amb distinció.
Un cop finalitzada la formació bàsica, Judy i els seus amics passen el cap de setmana de permís a Nova Orleans on coneix Henri Tremont, un metge francès que és allà per a una congrés mèdic. Després d'un breu romanç, Henri torna a París i Judy comença a entrenar amb una unitat de paracaigudistes d'elit, els Thornbirds. Judy descobreix que va ser seleccionada per a l'entrenament de paracaigudistes perquè el comandant de la unitat la trobava atractiva: després que els altres aprenents hagin saltat de l'avió, intenta agredir-la sexualment. Quan Judy el refusa, intenta que la traslladin lluny de Biloxi tan aviat com sigui possible. En lloc d'acceptar el que considera un lloc indesitjable a Groenlàndia o Guam, Judy negocia una assignació a la Seu Suprema de les Potències Aliades d'Europa a Bèlgica, i es retroba amb Henri en una visita a París. Ell li proposa que es casin i ella accepta, però quan el capità Lewis descobreix que Tremont és comunista, Judy es veu obligada a triar entre l'exèrcit i l'amor.
Després que Judy esculli comprometre’s amb en Henri aquest revela la seva naturalesa infantil i controladora. Intenta "reformar" Judy, i també insisteix que ella signi un acord pre-nupcial escrit en francès per protegir la seva casa familiar centenària en cas de divorci. Mes endavant, descobreix Henri al llit amb la criada de la casa i també s'adona que aquest encara estima la seva ex-núvia, la Clare. El dia del seu casament, enmig de la cerimònia, s'adona que està a punt d'un gran error. Aleshores abandona Henri a l'altar i es dirigeix cap al desconegut, emocionada per la seva nova llibertat.

## Repartiment
- Goldie Hawn (recluta Judith Benjamin)
- Eileen Brennan (capità Doreen Lewis)
- Armand Assante (Henri Alan Tremont)
- Robert Webber (coronel Clay Thornbush)
- Richard Herd (general brigadier Foley)
- Sam Wanamaker (Theodore Benjamin, pare de Judy)
- Barbara Barrie (Harriet Benjamin, mare de Judy)
- Gretchen Wyler (tieta Kissy)
- Mary Kay Place (recluta/lloctinent Mary Lou Glass)
- Harry Dean Stanton (sergent de primera Jim Ballard)
- Hal Williams (sergent L. C. Ross)
- P. J. Soles (recluta Wanda Winter)
- Craig T. Nelson (capità William Woodbridge)
- Sally Kirkland (Helga)
- Albert Brooks (Yale Goodman)
- Alan Oppenheimer (Rabí)
- Toni Kalem (recluta Gianelli)
- Damita Jo Freeman (recluta Gloria Moe)
- Lee Wallace (Mr. Waxman)

## Reconeixements
La pel·lícula va ser nominada als premis Oscar en els apartats de millor actriu (Goldie Hawn), millor actriu secundària (Eileen Brennan) i millor guió original (Nancy Meyers, Charles Shyer i Harvey Miller). A més a més Goldie Hawn també va ser nominada al Globus d'Or a la millor actriu musical o còmica i Nancy Meyers, Charles Shyer i Harvey Miller també obtingueren el premi al millor guió original de comèdia del Sindicat de Guionistes d'Amèrica. La pel·lícula ocupa la posició 82 en la llista de les millors comèdies dels Estats Units elaborada per l'American Film Institute (AFI's 100 Years...100 Laughs).